# Episodi di Quell'uragano di papà (quinta stagione)
La quinta stagione della serie televisiva Quell'uragano di papà è stata trasmessa negli Stati Uniti dalla ABC tra il 19 settembre 1995 e il 21 maggio 1996.
In Italia è stata trasmessa nel 1998 da Rai 2.
| nº | Titolo originale                 | Titolo italiano                    | Titolo italiano                 | Prima TV USA      | Prima TV Italia |
| nº | Titolo originale                 | Disney Channel                     | Disney+                         | Prima TV USA      | Prima TV Italia |
| -- | -------------------------------- | ---------------------------------- | ------------------------------- | ----------------- | --------------- |
| 1  | A Taylor Runs Through It         | Club per soli uomini               | In esso scorre un Taylor        | 19 settembre 1995 |                 |
| 2  | The First Temptation of Tim      | La prima tentazione di Tim         | La prima tentazione di Tim      | 26 settembre 1995 |                 |
| 3  | Her Cheatin' Mind                | Con la mente e con il cuore        | La sua mente subdola            | 3 ottobre 1995    |                 |
| 4  | Jill's Surprise Party            | Festa a sorpresa per Jill          | La festa a sorpresa di Jill     | 17 ottobre 1995   |                 |
| 5  | Advise and Repent                | Psicoterapia in cucina             | Consiglio e pentimento          | 24 ottobre 1995   |                 |
| 6  | Let Them Eat Cake                | La migliore trasmissione dell’anno | Che mangino torte               | 31 ottobre 1995   |                 |
| 7  | The Look                         |                                    | Lo sguardo                      | 7 novembre 1995   |                 |
| 8  | Room Without a View              | Una camera per Randy               | Camera senza vista              | 14 novembre 1995  |                 |
| 9  | Chicago Hope                     | Desiderio d'amore                  | Chicago Hope                    | 21 novembre 1995  |                 |
| 10 | Doctor in the House              | Una laurea ad honorem              | C'è un dottore in casa          | 28 novembre 1995  |                 |
| 11 | That's My Momma                  | Questa è mia madre                 | La mia mamma                    | 5 dicembre 1995   |                 |
| 12 | Twas the Flight Before Christmas | Natale con chi vuoi                | Il volo prima di Natale         | 12 dicembre 1995  |                 |
| 13 | Oh, Brother                      | Il fratello di Tim                 | Oh, fratello                    | 9 gennaio 1996    |                 |
| 14 | High School Confidential         | Randy va al liceo                  | Liceo Confidential              | 16 gennaio 1996   |                 |
| 15 | Tanks for the Memories           | Donne, marines e carri armati      | Grazie per i ricordi            | 30 gennaio 1996   |                 |
| 16 | The Vasectomy One                | Crisi di mezza età                 | La vasectomia                   | 6 febbraio 1996   |                 |
| 17 | Fear of Flying                   | Paura di volare                    | Paura di volare                 | 13 febbraio 1996  |                 |
| 18 | When Harry Kept Delores          | Il compromesso                     | Harry e Delores                 | 20 febbraio 1996  |                 |
| 19 | Eye on Tim                       | L’intervista                       | Occhi su Tim                    | 27 febbraio 1996  |                 |
| 20 | The Bud Bowl                     | Partita a bowling                  | Bowling con Bud                 | 5 marzo 1996      |                 |
| 21 | Engine and a Haircut, Two Fights | Un taglio netto                    | Capelli e motori, sono dolori!  | 12 marzo 1996     |                 |
| 22 | The Longest Day                  | Il giorno più lungo                | Il giorno più lungo             | 2 aprile 1996     |                 |
| 23 | Mr. Wilson's Opus                | Wilson regista                     | L'opera del sig. Wilson         | 30 aprile 1996    |                 |
| 24 | Shopping Around                  | Amore con sorpresa                 | Il vecchio professore all'opera | 7 maggio 1996     |                 |
| 25 | Alarmed by Burglars              | Allarme anti... sonno!             | Allarme scassinatori            | 14 maggio 1996    |                 |
| 26 | Games, Flames and Automobiles    | Il grande giorno di Al             | Giochi, fiamme e automobili     | 21 maggio 1996    |                 |

## Club per soli uomini / In esso scorre un Taylor
- Titolo originale: A Taylor Runs Through It
- Diretto da: Andy Cadiff
- Scritto da: Bruce Ferber e Lloyd Garver

### Trama
Al matrimonio del cugino di Jill, Tim cerca di far piacere lo sposo ai ragazzi. Dopo che Jill si è stancata di scrivere il suo discorso per il matrimonio, decide di andare a fare sci d'acqua con i ragazzi e si fa male.
- Guest star: Bonnie Hellman (Bonnie), Robert Gould (Pastore)

## La prima tentazione di Tim
- Titolo originale: The First Temptation of Tim
- Diretto da: Andy Cadiff
- Scritto da: Howard J. Morris

### Trama
Bud Harper, il nuovo capo di Tim, vuole sostituire Al perché non piace al pubblico giovane. Intanto, Brad viene messo in punizione al primo giorno di scuola e viene punito ulteriormente durante la detenzione.
- Guest star: Debbe Dunning (Heidi Keppert), Charles Robinson (Bud Harper), Royce D. Applegate (Frank Dugan), Shirley Prestia (Delores Turner)

## Con la mente e con il cuore / La sua mente subdola
- Titolo originale: Her Cheatin' Mind
- Diretto da: Andy Cadiff
- Scritto da: Ruth Bennett

### Trama
Dopo che Tim si sente minacciato da uno dei compagni di corso di Jill, inizia a partecipare al suo club del libro.
- Guest star: Blake Clark (Harry Turner), Jimmy Labriola (Benny Baroni), William O'Leary (Marty Taylor), Gretchen German (June Palmer), Joe Urla (Chris Harper), Stephanie Dunnam (Sharon), Ja'net DuBois (Carol), Terri Cavanaugh (Jane)

## Festa a sorpresa per Jill / La festa a sorpresa di Jill
- Titolo originale: Jill's Surprise Party
- Diretto da: Andy Cadiff
- Scritto da: Elliot Shoenman e Marley Sims

### Trama
Quando Tim invita tutti a casa per la festa a sorpresa per Jill, lei è fuori a cercare un vecchio pianoforte.
- Guest star: Debbe Dunning (Heidi Keppert), Charles Robinson (Bud Harper), Jensen Daggett (Nancy Taylor), Sherry Hursey (Ilene Markham), Jimmy Labriola (Benny Baroni), William O'Leary (Marty Taylor), Mariangela Pino (Marie Morton), Tudi Roche (Carrie Patterson), Tracy Letts (Henry), Blake Clark (Harry Turner)

## Psicoterapia in cucina / Consiglio e pentimento
- Titolo originale: Advise and Repent
- Diretto da: Andy Cadiff
- Scritto da: Rosalind Moore

### Trama
Quando Jill prende una A per la sua prova scritta di Psicologia, comincia a dare consulenze psichiatriche, il che crea dei problemi coniugali ai genitori di Michelle Russell, la fidanzata di Randy.
- Guest star: Debbe Dunning (Heidi Keppert), Mark L. Taylor (Bert Russell), Nancy Youngblut (Dana Russell), Beth Dixon (Judith Haber), Kimberly Cullum (Michelle Russell)

## La migliore trasmissione dell’anno / Che mangino torte
- Titolo originale: Let Them Eat Cake
- Diretto da: Andy Cadiff
- Scritto da: Jon Vandergriff

### Trama
Brad organizza una festa di Halloween per i suoi nuovi amici a scuola. Nel frattempo, Tim, Jill, Al e Ilene vanno a una premiazione, sperando di ottenere un premio per Tool Time, ma sembra che il vincitore sarà In Cucina con Irma, che ha vinto tutti gli altri premi.
- Guest star: Debbe Dunning (Heidi Keppert), Jarrad Paul (Jason), Angela Paton (Irma), Sherry Hursey (Ilene Markham), Adam Consolo (Preston), Lea Moreno (Bridget), Marla Sokoloff (Paige), Gregory White (Presentatore)

## Lo sguardo
- Titolo originale: The Look
- Diretto da: Andy Cadiff
- Scritto da: Elliot Shoenman e Marley Sims

### Trama
Tim riceve "lo sguardo" da Jill, dopo aver speso 4.000 dollari per l'abbonamento alle partite dei Pistons.
- Guest star: Debbe Dunning (Heidi Keppert), Charles Robinson (Bud Harper), William O'Leary (Marty Taylor), Jimmy Labriola (Benny Baroni), Blake Clark (Harry Turner), Shirley Prestia (Delores Turner), Vincent Guastaferro (Nick)

## Una camera per Randy / Camera senza vista
- Titolo originale: Room Without a View
- Diretto da: Andy Cadiff
- Scritto da: Jon Vandergriff

### Trama
Tim trasforma il seminterrato nella nuova stanza di Randy, in modo che Randy non debba più dividere la stanza con Mark.
- Guest star: Debbe Dunning (Heidi Keppert)

## Desiderio d'amore / Chicago Hope
- Titolo originale: Chicago Hope
- Diretto da: Andy Cadiff
- Scritto da: Teresa O'Neill

### Trama
Jill organizza una serata romantica con Tim quando vanno a Chicago, ma le riunioni di lavoro di Tim prendono tutta la giornata.
- Guest star: Charles Robinson (Bud Harper), Troy Evans (Mike McKewen), Michael Yama (Uomo giapponese #1), Rodney Kageyama (Uomo giapponese #2), Wesley Leong (Uomo giapponese #3)

## Una laurea ad honorem / C'è un dottore in casa
- Titolo originale: Doctor in the House
- Diretto da: Andy Cadiff
- Scritto da: Bruce Ferber e Lloyd Garver

### Trama
Jill, Wilson e Al si arrabbiano quando Tim riceve una laurea honoris causa ma, in seguito, Tim scopre che ha avuto la laurea perché l'università vuole usarlo per ottenere più fondi, visto che lui ha un programma televisivo.
- Guest star: Debbe Dunning (Heidi Keppert), Jim Beaver (Duke Miller), Marcia Rodd (Barbara Burton), Janet MacLachlan (Dean Cummings), Walter Addison (Professor Garver), Ritchie Montgomery (Fattorino)

## Questa è mia madre / La mia mamma
- Titolo originale: That's My Momma
- Diretto da: Andy Cadiff
- Scritto da: Rosalind Moore e Howard J. Morris

### Trama
Quando la madre di Tim torna, inizia a uscire con il sig. Leonard, il vecchio professore di Educazione Tecnica di Tim, e non vuole passare tempo con Tim.
- Guest star: Bonnie Bartlett (Lucille Taylor), Dick O'Neill (Art Leonard), William O'Leary (Marty Taylor)

## Natale con chi vuoi / Il volo prima di Natale
- Titolo originale: Twas the Flight Before Christmas
- Diretto da: Andy Cadiff
- Scritto da: Jon Vandergriff

### Trama
Alla viglia di Natale, Tim e Al restano bloccati in aeroporto mentre stanno andando al festival invernale di Binford. Ilene costringe Al a scegliere tra lei e sua madre. Tim e i ragazzi battono Doc Johnson nella gara di luci di Natale.
- Guest star: Debbe Dunning (Heidi Keppert), Sherry Hursey (Ilene Markham), Connie Sawyer (Signora anziana), Sydney Anderson (Donna attraente), Marcy Goldman (Assistente di volo), Tom Poston (Impiegato)

## Il fratello di Tim / Oh, fratello
- Titolo originale: Oh, Brother
- Diretto da: Andy Cadiff
- Scritto da: Ruth Bennett

### Trama
Quando Tim ingaggia Marty per ricostruire il set di Tool Time, la loro amicizia viene messa a repentaglio.
- Guest star: Debbe Dunning (Heidi Keppert), William O'Leary (Marty Taylor), Blake Clark (Harry Turner), Jimmy Labriola (Benny Baroni), Kristen Clayton (Angela)

## Randy va al liceo / Liceo Confidential
- Titolo originale: High School Confidential
- Diretto da: Andy Cadiff
- Scritto da: Bruce Ferber e Lloyd Garver

### Trama
Brad è geloso quando Randy inizia a seguire lezioni avanzate a scuola. Tim progetta la camera da letto per uomini.
- Guest star: Debbe Dunning (Heidi Keppert), Miguel Sandoval (Sig. Jennings), Milton Canady (Milton)

## Donne, marines e carri armati / Grazie per i ricordi
- Titolo originale: Tanks for the Memories
- Diretto da: Andy Cadiff
- Scritto da: Bruce Ferber e Lloyd Garver

### Trama
Tim e Jill si affrontano in una gara di guida di carri armati e Jill vince. Tuttavia, Tim non si congratula con lei perché pensa che l'abbia umiliato.
- Guest star: Tim Grimm (Tenente colonnello McDougal), Vaughn Armstrong (Tenente colonnello Hall), Debbe Dunning (Heidi Keppert), Reed Rudy (Autista del carro armato)

## Crisi di mezza età / La vasectomia
- Titolo originale: The Vasectomy One
- Diretto da: Andy Cadiff
- Scritto da: Rosalind Moore e Howard J. Morris

### Trama
Jill vuole che Tim si sottoponga a una vasectomia quando concordano che la loro famiglia è al completo. Nel frattempo, Randy viene eletto "miglior sedere" dalle ragazze della scuola.
- Guest star: Debbe Dunning (Heidi Keppert), Blake Clark (Harry Turner), Jimmy Labriola (Benny Baroni), William O'Leary (Marty Taylor), Caroline McWilliams (Dott.ssa Kaplan), Gretchen German (June Palmer), Kristen Clayton (Angela)

## Paura di volare
- Titolo originale: Fear of Flying
- Diretto da: Andy Cadiff
- Scritto da: Max Eisenberg

### Trama
Mark vuole prendere lezioni di volo, ma Jill non glielo permette. Jill inizia a prendere lezioni di piano. Nel frattempo, Tim e Al rovinano l'auto di Bud.
- Guest star: Debbe Dunning (Heidi Keppert), Charles Robinson (Bud Harper), Pat Crawford Brown (Sig.ra Kluzewski), Ken Bowersox (se stesso), Katherine Thornton (se stessa), Al Sacco (se stesso), Frederick Leslie (se stesso), Catherine Coleman (se stessa)

## Il compromesso / Harry e Delores
- Titolo originale: When Harry Kept Delores
- Diretto da: Andy Cadiff
- Scritto da: Jon Vandergriff

### Trama
Delores, la moglie di Harry, si presenta alla Ferramenta Harry e i consigli coniugali di Tim li portano a separarsi.
- Guest star: Debbe Dunning (Heidi Keppert), Blake Clark (Harry Turner), Shirley Prestia (Delores Turner), Jimmy Labriola (Benny Baroni), William O'Leary (Marty Taylor), Alan Jackson (se stesso)

## L’intervista / Occhi su Tim
- Titolo originale: Eye on Tim
- Diretto da: Peter Bonerz
- Scritto da: Bruce Ferber e Lloyd Garver

### Trama
Quando viene fatto un servizio televisivo su Tool Time, Jill si arrabbia quando la giornalista corteggia Tim.
- Guest star: Debbe Dunning (Heidi Keppert), Rosalind Allen (Kelly Barnes), Dex Elliott Sanders (Nick)

## Partita a bowling / Bowling con Bud
- Titolo originale: The Bud Bowl
- Diretto da: Andy Cadiff
- Scritto da: Ruth Bennett

### Trama
Quando Tim e Jill vanno a giocare a bowling con Bud e sua moglie, Tim dice a Jill di perdere perché teme di rovinarsi la carriera se loro battessero Bud e sua moglie. Intanto, Angela, la fidanzata di Brad, sistema sua sorella con Randy.
- Guest star: Debbe Dunning (Heidi Keppert), Charles Robinson (Bud Harper), Bever-Leigh Banfield (Jean Harper), Kristen Clayton (Angela), Andi Eystad (Jessica), Michael Munoz (Macchinista)

## Un taglio netto / Capelli e motori, sono dolori!
- Titolo originale: Engine and a Haircut, Two Fights
- Diretto da: Andrew Tsao
- Scritto da: Jon Vandergriff

### Trama
Tim e Brad litigano per il nuovo taglio di capelli di Brad e per il motore della Hot Rod. Intanto, Randy non vuole che Jill lo aiuti a provare per un provino per interpretare Romeo in "Romeo e Giulietta" nella recita scolastica.
- Guest star: Joseph Whipp (Kendall)

## Il giorno più lungo
- Titolo originale: The Longest Day
- Diretto da: Andy Cadiff
- Scritto da: Elliot Shoenman e Marley Sims

### Trama
Dopo un controllo, la famiglia scopre che Randy potrebbe avere un cancro.
- Guest star: Debbe Dunning (Heidi Keppert)

## Wilson regista / L'opera del sig. Wilson
- Titolo originale: Mr. Wilson's Opus
- Diretto da: Richard Compton
- Scritto da: Bruce Ferber

### Trama
Wilson diventa il regista della recita scolastica di Randy, ma nessuno si diverte. In seguito, quando Tim gli mostra la scenografia in alluminio che ha costruito, a Wilson non piace e gli ordina di costruirne un'altra.
- Guest star: Debbe Dunning (Heidi Keppert), Laura Bell Bundy (Sharon), Patrick Renna (Todd), David Brisbin (Preside Piersall)

## Amore con sorpresa / Il vecchio professore all'opera
- Titolo originale: Shopping Around
- Diretto da: Andy Cadiff
- Scritto da: Rosalind Moore e Howard J. Morris

### Trama
Tim e Jill vedono Art, il vecchio insegnante di Educazione Tecnica di Tim che esce con sua madre, al ristorante con un'altra donna.
- Guest star: Debbe Dunning (Heidi Keppert), Bonnie Bartlett (Lucille Taylor), Dick O'Neill (Art Leonard), Vasili Bogazianos (Antonio), Vic Stagliano (Buttafuori)

## Allarme anti... sonno! / Allarme scassinatori
- Titolo originale: Alarmed by Burglars
- Diretto da: Geoffrey Nelson
- Scritto da: Charlie Hauck

### Trama
Quando Wilson subisce un furto con scasso, Jill ordina a Tim di installare un sistema di allarme di massima sicurezza. Ma invece di ottenere pace e tranquillità in casa, le cose peggiorano quando gli allarmi cominciano a suonare da soli.
- Guest star: Debbe Dunning (Heidi Keppert), William O'Leary (Marty Taylor), Jimmy Labriola (Benny Baroni), Blake Clark (Harry), Jarrad Paul (Jason), Michael Milhoan (Agente Guidry), John Kapelos (Sammy)

## Il grande giorno di Al / Giochi, fiamme e automobili
- Titolo originale: Games, Flames and Automobiles
- Diretto da: Peter Filsinger
- Scritto da: Jennifer Celotta

### Trama
Al crea il gioco da tavolo di Tool Time, sperando di guadagnare abbastanza soldi da poter chiedere a Ilene di sposarlo. Ma il gioco ha dei problemi e a volte prende fuoco.
- Guest star: Debbe Dunning (Heidi Keppert), Sherry Hursey (Ilene Markham), Wesley Thompson (Bob), James Hong (Dave), Keith Lehman (Cal Borland)